# Jiang (Yuncheng)
Jiang (chinesisch 绛县, Pinyin Jiàng Xiàn) ist ein chinesischer Kreis der bezirksfreien Stadt Yuncheng im Süden der Provinz Shanxi.

## Administrative Gliederung
Auf Gemeindeebene setzt sich der Kreis aus acht Großgemeinden und zwei Gemeinden zusammen. Die Fläche beträgt 989,6 Quadratkilometer und die Einwohnerzahl 226.871 (Stand: Zensus 2020).